# Mariel (1980)
Mariel – kubańska fregata radzieckiego projektu 1159T (w kodzie NATO: Koni II), z końcowego okresu zimnej wojny. Nosiła numer burtowy 350. Wodowana w 1980 roku, weszła do służby w Rewolucyjnej Marynarce Wojennej Kuby w 1981 roku. Wycofana ze służby w 1997 roku.

## Budowa
Fregata „Mariel” była pierwszą z trzech jednostek radzieckiego projektu 1159T (w kodzie NATO: Koni II) zbudowanych dla Kuby na przełomie lat 70/80. XX wieku. Stanowiły one typ małych fregat rakietowych budowanych w ZSRR wyłącznie na eksport dla zaprzyjaźnionych państw. Odmiana projektu 1159T stanowiła wariant tropikalny.
Stępkę pod budowę okrętu położono 17 lipca 1979 roku w stoczni nr 340 im. Gorkiego w Zielenodolsku, pod numerem stoczniowym 251, a kadłub wodowano 21 czerwca 1980 roku. Zgodnie z radziecką praktyką, po ukończeniu tymczasowo wcielono ją do służby w marynarce ZSRR 30 grudnia 1980 roku pod radzieckim oznaczeniem SKR-28 i przypisano do Floty Czarnomorskiej.

## Opis

### Skrócony opis ogólny
Okręt miał kadłub gładkopokładowy, stalowy, z nadbudówką na śródokręciu ze stopów lekkich. Na pokładzie dziobowym i rufowym umieszczone były pojedyncze wieże artylerii uniwersalnej, a na pokładówce przed rufową wieżą, wysuwana wyrzutnia rakiet przeciwlotniczych Osa-M. Wyporność standardowa wynosiła 1520 ton, a pełna 1673 tony. Długość wynosiła 96,51 m, szerokość 12,56 m, a zanurzenie maksymalne 5,47 m. Załoga liczyła 108 osób.
Siłownia była w układzie CODAG i składała się z dwóch marszowych silników wysokoprężnych 68W o mocy łącznej 16 000 KM, napędzających dwie śruby, oraz turbiny gazowej mocy szczytowej M-8G o mocy 20 000 KM, napędzającej środkową śrubę. Napęd pozwalał na osiągnięcie prędkości maksymalnej 29 węzłów oraz zasięgu 4000 mil morskich przy prędkości ekonomicznej 14 w lub 1900 Mm przy prędkości maksymalnej.

### Uzbrojenie i wyposażenie
Główne uzbrojenie artyleryjskie stanowiły cztery armaty uniwersalne kalibru 76 mm w dwóch dwudziałowych wieżach AK-726, z zapasem 1200 nabojów. Ich ogniem kierował radar artyleryjski MR-105 Turiel. Uzbrojenie artyleryjskie uzupełniały cztery działka przeciwlotnicze kalibru 30 mm w dwóch dwudziałowych wieżach AK-230, sprzężone z radarem kierowania ogniem MR-104 Ryś (według źródeł zachodnich, „Mariel” jako jedyna miała zamiast dwóch działek AK-230 dwa sześciolufowe działka systemu Gatlinga AK-630). Uzbrojenie rakietowe stanowiła dwuprowadnicowa wyrzutnia ZIF-122 dla rakiet przeciwlotniczych bliskiego zasięgu systemu Osa-M, z zapasem 20 pocisków 9M33.
Do zwalczania okrętów podwodnych służyły dwie dwunastoprowadnicowe wyrzutnie rakietowych bomb głębinowych RBU-6000 Smiercz-2, z zapasem 120 bomb RGB-60. Uzupełniały je dwie zrzutnie dla 12 bomb głębinowych B-1. Okręt mógł zabrać 14 min na torach minowych.
Wyposażenie radiolokacyjne, oprócz systemów kierowania ogniem, stanowiła stacja radiolokacyjna dozoru ogólnego MR-302 i stacja wyszukiwania celów Fut-N. Ponadto okręt miał radar nawigacyjny Don-2. Do wykrywania okrętów podwodnych służyła stacja hydrolokacyjna MG-311 Wyczerga. Okręt miał też wyposażenie walki radioelektronicznej w postaci stację rozpoznawczej Bizań-4B. Do walki elektronicznej służyły nadto dwie szesnastoprowadnicowe wyrzutnie celów pozornych PK-16.

## Służba
Fregata wypłynęła na Kubę jeszcze pod banderą radziecką, jako SKR-28, z tymczasowym numerem burtowym 864, przepływając z Morza Czarnego przez Bosfor 29 lipca 1981 roku. 23 września 1981 roku została wcielona do służby kubańskiej. Otrzymała nazwę „Mariel” i stały numer burtowy 350.
Fregata bazowała w Cienfuegos. Informacje o jej służbie nie były ujawniane i nie są bliżej znane w publikacjach. W związku z kryzysem gospodarczym na Kubie w latach 90., większość jej okrętów utraciła sprawność. W konsekwencji, „Mariel” została wycofana ze służby w 1997 roku.